# Латта (Південна Кароліна)
Латта (англ. Latta) — місто (англ. town) в США, в окрузі Діллон штату Південна Кароліна. Населення — 1296 осіб (2020).

## Географія
Латта розташована за координатами 34°20′20″ пн. ш. 79°26′1″ зх. д. / 34.33889° пн. ш. 79.43361° зх. д. (34.338995, -79.433644).  За даними Бюро перепису населення США в 2010 році місто мало площу 2,84 км², уся площа — суходіл.

## Демографія
Згідно з переписом 2010 року, у місті мешкало 1379 осіб у 560 домогосподарствах у складі 372 родин. Густота населення становила 486 осіб/км².  Було 648 помешкань (228/км²).
Расовий склад населення:
| - 59,2 % — білих - 38,4 % — чорних або афроамериканців - 0,4 % — корінних американців - 0,1 % — азіатів |

До двох чи більше рас належало 1,5 %. Частка іспаномовних становила 1,2 % від усіх жителів.
За віковим діапазоном населення розподілялося таким чином: 23,6 % — особи молодші 18 років, 59,0 % — особи у віці 18—64 років, 17,4 % — особи у віці 65 років та старші. Медіана віку мешканця становила 41,0 року. На 100 осіб жіночої статі у місті припадало 81,9 чоловіків;  на 100 жінок у віці від 18 років та старших — 77,9 чоловіків також старших 18 років.
Середній дохід на одне домашнє господарство  становив 41 213 долари США (медіана — 28 421), а середній дохід на одну сім'ю — 51 258 доларів (медіана — 45 000). За межею бідності перебувало 31,1 % осіб, у тому числі 52,7 % дітей у віці до 18 років та 16,2 % осіб у віці 65 років та старших.
Цивільне працевлаштоване населення становило 450 осіб. Основні галузі зайнятості: освіта, охорона здоров'я та соціальна допомога — 28,4 %, виробництво — 17,8 %, роздрібна торгівля — 13,1 %, публічна адміністрація — 12,7 %.